# Phare de Devil's Point
Le phare de Devil's Point est un phare actif situé sur l'île de Cat Island (district de Cat Island), aux Bahamas. Il est géré par le Bahamas Port Department 

## Description
Ce phare émet, à une hauteur focale de 44 m, un éclat blanc par période de 5 secondes. Sa portée est de 12 milles nautiques (environ 22 km).
Identifiant : ARLHS : BAH-... - Amirauté : J47318 - NGA : 110-12236 .

### Lien connexe
- Liste des phares des Bahamas